# Fuad Rifka

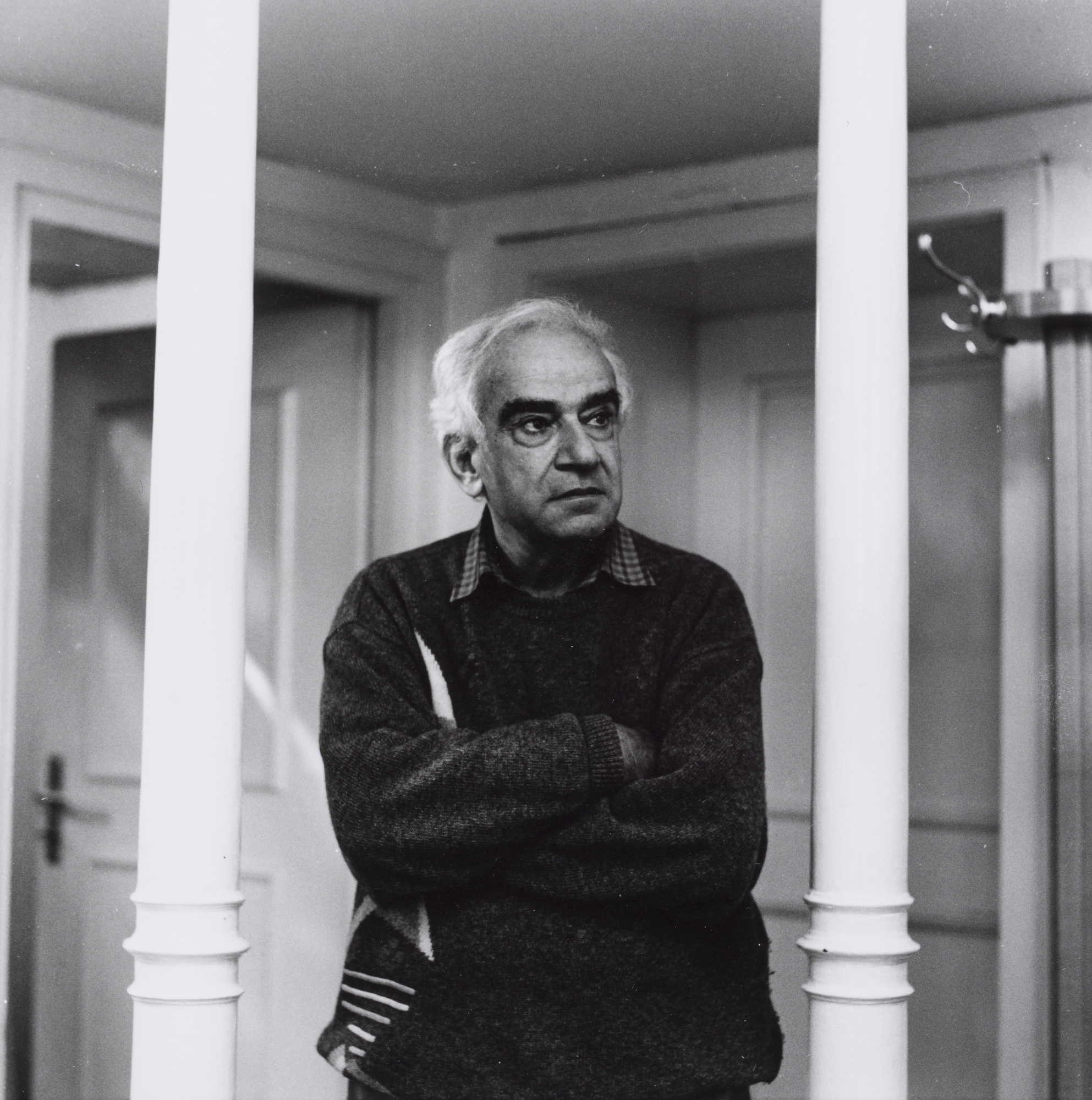
Fuad Rifka als Gast der Villa Waldberta (1994)

Fuad Rifka (arabisch فؤاد رفقة, DMG Fuʾād Rifqa; * 28. Dezember 1930 in Kafroun bei Tartus, Syrien; † 14. Mai 2011 in Beirut) war ein syrisch-libanesischer Hochschullehrer für Philosophie, Lyriker sowie einer der wichtigsten Übersetzer aus der deutschen in die arabische Sprache.  
Er zählte zusammen mit Adonis und Mahmud Darwish zu den Erneuerern der arabischen Lyrik. Seine Übersetzungen brachten vor allem Rainer Maria Rilke und Friedrich Hölderlin vielen Lesern im Nahen Osten näher; beide Autoren beeinflussten auch seine eigene, klare Bildersprache ohne komplizierte Rhetorik. 

## Leben
Fuad Rifka entstammte einer christlichen Familie und zog als Kind mit seiner Familie in den Libanon, wo er auf dem Dorf aufwuchs. Er studierte zunächst in Beirut. Mit einem Stipendium des DAAD gelangte er nach Deutschland und promovierte 1965 in Tübingen über Martin Heidegger. Zwischen 1966 und 2005 lehrte er an der Libanesisch-Amerikanischen Universität in Beirut. 
Sein besonderes Interesse galt der deutschen Sprache. Bereits 1957 war er Mitgründer der einflussreichen Zeitschrift Shi’r (arab. für Poesie) und übersetzte u. a. Hölderlin, Rainer Maria Rilke, Georg Trakl, Novalis und Johann Wolfgang von Goethe.

## Ehrungen
- Friedrich-Gundolf-Preis der Deutschen Akademie für Sprache und Dichtung (2001)
- Bundesverdienstkreuz am Bande (2005)
- Goethe-Medaille (2010)

## Werke
- Die Reihe der Tage ein einziger Tag. Gedichte arabisch-deutsch, übersetzt von Fouad el-Auwad, Schiler, Berlin 2006, ISBN 978-3-89930-147-2.
- Das Tal der Rituale. Gedichte arabisch-deutsch, Nachwort von Stefan Weidner, übersetzt von Ursula und Simon Yussuf Assaf, Stefan Weidner, Straelener Manuskripte, Straelen 2005, ISBN 978-3-89107-052-9.
- Tagebuch eines Holzsammlers. Gedichte arabisch-deutsch, übersetzt von Ursula und Simon Yussuf Assaf, Heiderhoff, Eisingen 1990, ISBN 3-921640-86-5.

## Vertonungen
Obwohl sich Fuad Rifkas Lyrik von ihrer Sprache wie auch vom Gehalt der Texte her für einen musikalisierten Vortrag sehr gut eignet, wurde sie von den Komponisten bisher noch nicht richtig entdeckt. Einzelne Vertonungen lassen in ihrer Unterschiedlichkeit jedoch erkennen, dass hier ein besonderes künstlerisches Potential vorliegt. So schrieb der Schweizer Dirigent und Komponist Andreas Brenner (* 1972) im Jahr 2005 unter Verwendung eines Gedichts von Fuad Rifka das Lied „Schafott“ für Sopran, Altsaxofon und Klavier. Es ist Teil eines Liederzyklus über den Tod mit dem Titel „Sykomoren“. Walter Zimmermann vertonte das Gedicht „Gras der Kindheit“ (2006) für Bratsche mit Gesang (in einer Person) in arabischer Sprache. Die Uraufführung spielte und sang Karen Lorenz.
In den Jahren 2008/09 erarbeitete der deutsche Komponist Klaus Hinrich Stahmer zusammen mit Fuad Rifka eine CD, auf der sowohl Rifkas Gedichte als auch Stahmers Vertonungen zu hören sind. Unter dem Titel „Gesänge eines Holzsammlers“ liest Rifka 13 seiner Gedichte in arabischer Sprache, deren deutsche Version von Horst Mendroch vorgetragen wird. Die Abfolge der Texte wird durch Stahmers textbezogene Musikstücke unterbrochen und kommentiert, wobei in dem Musikstück „Zikkrayat“ (Erinnerungen) auch eine arabische Zither (Kanun) zum Einsatz kommt. Hieraus hervorgegangen ist die 2014 in Hamburg uraufgeführte Komposition „Aschenglut“ für arabische Rahmentrommel und Klavier. Auch hier erklingen kürzere Passagen aus Rifkas Lyrik in arabischer Sprache.